# NGC 1038
NGC 1038 é uma galáxia espiral (S0-a) localizada na direcção da constelação de Cetus. Possui uma declinação de +01° 30' 34" e uma ascensão recta de 2 horas, 40 minutos e 06,3 segundos.
A galáxia NGC 1038 foi descoberta em 17 de Outubro de 1885 por Lewis A. Swift.